# Pop Radio 101.5
Pop Radio 101.5 o La Pop es una estación de radio argentina que transmite desde la Ciudad Autónoma de Buenos Aires.

## Historia
Fundada por el Grupo Infobae en 2004, comenzó a transmitir bajo la licencia que pertenecía a Gen 101.5 (antes Cadena Top 40 y FM San Isidro Labrador), propiedad de Red Celeste y Blanca S.A. (luego DHCom S.A.) y operada por el Grupo Clarín.
En abril de 2012, fue adquirida por su actual propietario, el Grupo Indalo de Cristóbal López.

## Programación
La programación de Pop Radio está volcada al entretenimiento y la música pop moderna, tanto nacional como internacional desde los años 80 en adelante, con audiciones de corte magazinesco. También cuenta con segmentos de música programada, anunciados por locutores de turno.
Entre las voces de la emisora se encuentran Lizy Tagliani, Elizabeth "Negra" Vernaci, Fernando "Coco" Sily, José María Listorti, Luis Piñeyro y Héctor Rossi, entre otros.
Su competencia principal es La 100 (de Grupo Clarín), Urbana Play (del Grupo Octubre y Tronito) y en menor medida Aspen 102.3 (también de Grupo Octubre), emisoras con las cuáles compite por los primeros puestos de audiencia en la frecuencia modulada argentina. 